# 真夜中いちばん
『真夜中いちばん』（まよなかいちばん）は、2006年から2010年4月まで熊本放送（RKKテレビ）で放送されていたローカルバラエティ番組。

## 概要
- 『RKKワイド夕方いちばん』のリポーターを務めているかめきちと山内要が、ディレクター陣とともに毎回たわいもない企画に挑んでいたミニ番組である。番組の長さは賞味3分で、当初はRKK土曜の最終番組として放送されていたが、2008年11月5日からは毎週水曜深夜に放送されていた。また、放送曜日の変更に合わせ、RKK公式サイト内に番組公式サイトが開設された。
- RKK公式サイトのテレビ番組表および新聞紙上等では「KあんどK」と表記されるのみで、実際の放送を視聴しない限り正確な番組タイトルすら確認できないため、色々な意味で「レア」な番組と言えるだろう[独自研究?]。
- ディレクター陣は声のみの出演で、それぞれ「総理」「大佐」というあだ名が付いていた。
- 番組冒頭のタイトル題字は、熊本県出身の書道家・武田双雲が手がけたものである（表記はKあんどK feat.武田双雲）。
- 番組は2010年4月いっぱいで同タイトルでの放送を終了し、同年5月に『ひっとでた!』と改題リニューアル。土曜深夜枠へ移動し、放送枠も20分拡大された。また、本番組が実施していた企画は同番組へと引き継がれた。

## 放送時間
（以下、JST）
- 土曜 27:56 - 28:00 （2006年 - 2008年11月1日）
- 水曜 25:29 - 25:34 （2008年11月5日 - 2010年4月28日）

## 出演者
- かめきち
- 山内要

## これまでに放送された企画
- 熊本の美味しい湧き水で作るチキンラーメンは絶対に美味しい
- 人生ゲームで人生を学ぼう
- メジャーリーガー大家友和と遊ぼう
- 旬の人に会いに行こう（宮崎編）
- 天然の炭酸水でカルピスソーダを作ろう
- ダチョウの卵と熊本の温泉で「世界一の温泉玉子を作ろう」
- 1000円企画「阿蘇で遊ぼう」
- タダでオリジナル鍋を作ろう
- 真夜中的わらしべ長者
- ほか

放送時間の制約上、いずれの企画も数か月間にわたって放送されていた。